# Иванов, Алексей Дмитриевич
Алексей Дмитриевич Иванов (бел. Аляксей Дзмітрыевіч Іваноў; род. 19 февраля 1997, Минск) — белорусский футболист, защитник мозырской «Славии».

## Клубная карьера
Воспитанник футбольного клуба «Минск». С 2014 года начал выступать за дубль и быстро закрепился в его составе. 8 ноября 2014 года дебютировал в Высшей лиге в основной команде «Минска», выйдя на замену в конце матча против могилёвского «Днепра» (2:0). В сезоне 2015 продолжал играть за дубль, также вышел на замену в одном матче Высшей лиги.
В июле 2016 года на правах аренды присоединился к брестскому «Динамо», где закрепился в основном составе на позиции левого защитника. В январе 2017 года был выкуплен брестским клубом. В первой половине сезона 2017 появлялся на поле нерегулярно, а потом вообще потерял место в основном составе и стал выступать за дубль.
В феврале 2018 года перешёл в футбольный клуб «Луч» на правах аренды. Был игроком стартового состава. В декабре 2018 года вернулся в Брест.
В первой половине 2019 года выступал за дублирующий состав динамовцев, за основную команду сыграл только в одном матче Кубка Беларуси. В августе 2019 года подписал контракт с клубом «Минск». В 2019 году играл в стартовом составе минчан, однако в сезоне 2020 стал чаще оказываться на скамейке запасных.
В январе 2021 года подписал контракт с «Гомелем», где вскоре закрепился в стартовом составе. В январе 2022 года перешёл в жодинское «Торпедо-БелАЗ». В декабре 2022 года покинул клуб.
В декабре 2022 года футболистом интересовалась мозырская «Славия». В январе 2023 года футболист официально присоединился к мозырскому клубу.

### В сборной
Осенью 2015 года в составе юношеской сборной Беларуси принимал участие в квалификационном раунде чемпионата Европы, где отметился голом в ворота Сан-Марино.
11 ноября 2016 года дебютировал за молодежную сборную Беларуси в товарищеском матче со сборной Украины, отыграв все 90 минут на позиции левого защитника.

## Статистика
| Сезон    | Дивизион | Клуб         | Страна        | Матчи | Голы |
| -------- | -------- | ------------ | ------------- | ----- | ---- |
| 2014     | Д1       | Минск        | Флаг Беларуси | 1     | 0    |
| 2015     | Д1       | Минск        | Флаг Беларуси | 1     | 0    |
| 2016 (1) | дубль    | Минск        | Флаг Беларуси | 15    | 2    |
| 2016 (2) | Д1       | Динамо-Брест | Флаг Беларуси | 15    | 0    |
| 2017     | Д1       | Динамо-Брест | Флаг Беларуси | 10    | 1    |
| 2018     | Д1       | Луч (Минск)  | Флаг Беларуси | 26    | 1    |
| 2019 (1) | дубль    | Динамо-Брест | Флаг Беларуси | 4     | 1    |
| 2019 (2) | Д1       | Минск        | Флаг Беларуси | 8     | 0    |
| 2020     | Д1       | Минск        | Флаг Беларуси | 8     | 0    |
| 2021     | Д1       | Гомель       | Флаг Беларуси | 23    | 2    |

## Достижения
- Обладатель Кубка Беларуси: 2016/17